# Hans Helsen
Hans Helsen (Turnhout, 1989) is een Belgische componist, koordirigent, zanger en muziekpedagoog. Het verbinden van mensen van alle leeftijden door middel van zingen drijft hem en het is de rode draad in zijn werk. Hij zoekt een balans tussen lesgeven, componeren en optreden, vanuit de overtuiging dat deze verschillende vaardigheden elkaar aanvullen. Hans is de tenor en huiscomponist van MAVIS.

## Levensloop
Hans Helsen studeerde aan het Lemmensinstituut te Leuven. Daar studeerde hij muziekpedagogie, compositie en klassieke zang. Aanvullend volgde hij de specifieke lerarenopleiding voor muziek. Zijn leraren waren onder andere Jeroen D'hoe, Kurt Bikkembergs, Erik Van Nevel en Jan Van der Roost.
Hij schreef al composities voor veel verschillende en diverse bezettingen, maar legt zich toe op vocale muziek met veel aandacht voor jonge koren. Helsen won in 2011 de Compositiewedstrijd Koor&Stem met het werk Parafrasie Paranoica. Hij is een dubbele laureaat van de European Award for Choral Composers (2014 met Missa Brevis en 2020 met Sanctus Amor). Zijn muziek wordt uitgegeven door muziekuitgeverij Euprint, Koor & Stem, Stringfun en Hellbling.
Helsen is docent compositie bij STAP Roeselare. In deze school voor podiumkunsten en bij de Brugse familie van Cantores-koren heeft hij ook verschillende koren onder zijn leiding. Als docent is hij ook verantwoordelijk voor het ontwikkelen en doceren van verschillende educatieve projecten in Concertgebouw Brugge om alle leeftijden kennis te laten maken met de wereld van klassieke muziek en geluidskunst. Als onderzoeker werkte hij aan het Leuvense Lemmensinstituut (LUCA School of Arts) en de KU Leuven voor het Singing Sofa-project, een Europees VOICE-project ter bevordering en ondersteuning van het bewustzijn van stemgebruik en hygiëne bij jonge koren. Als zanger is hij actief bij Studium Chorale (Hans Leenders) en Currende (Erik Van Nevel).

## Composities
Koorwerk (selectie)
- 2011: Je adem, je naam voor SATB met divisie, a capella (in opdracht van Koor&Stem)
- 2011: Parafrasie, paranoica voor SABar a capella
- 2012: Laetentur caeli voor SATB a capella (in opdracht van Kathedraal van Sint-Michiel en Sint-Goedele)
- 2012: Fumeux fume par fumé voor SmSATBarB a capella (in opdracht van Inge Feyen voor de 50e verjaardag van Kurt Bikkembergs)
- 2013: Missa Brevis voor SATB a capella (in opdracht van Cantores Avvio, winnaar van de EACC 2014/15)[6]
- 2014: Pluis het uit, verhaal, didactische opdrachten en liedjes of voor kinderkoor, uitgegeven door Koor&Stem, op tekst van Sien De Smet en tekeningen van Joey Stijven (in opdracht van Koor&Stem)
- 2015: I am nobody, voor SSAA a capella (in opdracht van het Europees Muziekfestival voor de Jeugd)
- 2017: Kooitje, voor kinderkoor en piano (in opdracht van de Vlaamse Federatie van Jonge Koren)[10]
- 2018: Kuja Hebu Kuimba, voor SS, piano en percussie (in opdracht van Caloroso)[11]
- 2019: Sanctus Amor, voor SSAA a capella (in opdracht van het Europees Muziekfestival voor de Jeugd, vermelding in de EACC 2020/21)[8]
- 2019: Avond, voor SAATB a capella (in opdracht van Cantores Continuo)
- 2019: Be like the bird, voor SSAA a capella (in opdracht van Amaranthe)
- 2019: Winter skies uit Elementary Seasons, voor SATB en piano (in opdracht van de Vlaamse Federatie van Jonge Koren)[12]
- 2019: Seize the night, voor SSA en piano (in opdracht van BeVOICEd)[13]
- 2020: A Life, koortheater voor SATB, kinderkoor en instrumentaal ensemble (in opdracht van Koor Floriaan)
- 2020: Drie canons voor Choireography for Canons, a capella (in opdracht van Hellbling Publishing)
- 2021: Al ben je zeer uit nacht geweven voor SMATB a capella (opgedragen aan Jos Stroobants)
- 2022: Nulla vita sine musica voor SATB a capella
- 2022: Ick seg adieu voor SATBarB a capella (voor MAVIS)

Instrumentaal werk (selectie)
- Hormones (2019), drie stukken voor strijkorkest (eenvoudig, gevorderd & uitdagend) (in opdracht van Stringfun)
- Drie gedichten voor strijkorkest (2023) (eenvoudig, gevorderd & uitdagend) (in opdracht van Stringfun)